# Centaurea vinyalsii
Centaurea vinyalsii é uma espécie de planta com flor pertencente à família Asteraceae. 
A autoridade científica da espécie é Senner, tendo sido publicada em Pl. Espagne no. 5338. 1925; e em Brotéria, Sér. Bot., 23: 88. 1927.

## Portugal
Trata-se de uma espécie presente no território português, nomeadamente os seguintes táxones infraespecíficos:
- Centaurea vinyalsii subsp. approximata - presente em Portugal Continental. Em termos de naturalidade é possivelmente endémica da região atrás referida. Não se encontra protegida por legislação portuguesa ou da Comunidade Europeia.